# باول أوغاتا
باول أوغاتا (بالإنجليزية: Paul Ogata)‏ هو ممثل أمريكي، ولد في 6 نوفمبر 1968 في الولايات المتحدة.

## وصلات خارجية
- باول أوغاتا على موقع IMDb (الإنجليزية)
- باول أوغاتا على موقع ميوزك برينز (الإنجليزية)
- باول أوغاتا على موقع قاعدة بيانات الفيلم (الإنجليزية)